# Neuchâtel Knights 2022
Questa voce raccoglie le informazioni riguardanti i Neuchâtel Knights nelle competizioni ufficiali della stagione 2022.

## Lega C 2022

### Stagione regolare
| Neuchâtel 27 marzo 2022, ore 14:00 1ª giornata | Neuchâtel Knights | 3 – 14 referto | Zurich State Spartans | Terrain du Chanet\| Arbitro: \| Wagner \| |
| Arbitro:                                       | Wagner            |                |                       |                                           |

| Niederbipp 10 aprile 2022, ore 14:00 3ª giornata | Niederbipp Ducks | 0 – 24 referto | Neuchâtel Knights | Sportplatz Lehnfluh\| Arbitro: \| Gerber \| |
| Arbitro:                                         | Gerber           |                |                   |                                             |

| Langenthal 16 aprile 2022, ore 18:00 4ª giornata | Langenthal Invaders | 46 – 7 referto | Neuchâtel Knights | Stadion Hard\| Arbitro: \| Jordan \| |
| Arbitro:                                         | Jordan              |                |                   |                                      |

| Neuchâtel 23 aprile 2022, ore 18:00 5ª giornata | Neuchâtel Knights | 12 – 5 referto | Lausanne LUCAF Owls | Terrain du Chanet\| Arbitro: \| Schwarz \| |
| Arbitro:                                        | Schwarz           |                |                     |                                            |

| Neuhausen am Rheinfall 8 maggio 2022, ore 14:00 7ª giornata | Schaffhausen Sharks | 9 – 0 referto | Neuchâtel Knights | Stadion Langriet\| Arbitro: \| Petschovsky \| |
| Arbitro:                                                    | Petschovsky         |               |                   |                                               |

| Neuchâtel 15 maggio 2022, ore 14:00 8ª giornata | Neuchâtel Knights | 40 – 23 referto | Morges Bandits | Terrain du Chanet\| Arbitro: \| B. Meier \| |
| Arbitro:                                        | B. Meier          |                 |                |                                             |

| Neuchâtel 22 maggio 2022, ore 14:00 9ª giornata | Neuchâtel Knights | 15 – 22 referto | Emmen Dragons | Terrain du Chanet\| Arbitro: \| M. Meier \| |
| Arbitro:                                        | M. Meier          |                 |               |                                             |

| Neuchâtel 5 giugno 2022, ore 14:00 11ª giornata | Neuchâtel Knights | 16 – 19 referto | Glarus Orks | Terrain du Chanet\| Arbitro: \| B. Meier \| |
| Arbitro:                                        | B. Meier          |                 |             |                                             |

| Lugano 19 giugno 2022, ore 14:00 13ª giornata | Lugano Rebels | 21 – 7 referto | Neuchâtel Knights | Stadio comunale di Cornaredo (campo sintetico)\| Arbitro: \| Vogel \| |
| Arbitro:                                      | Vogel         |                |                   |                                                                       |

| Zofingen 3 luglio 2022, ore 14:00 15ª giornata | Zofingen Cheetahs | 0 – 42 referto | Neuchâtel Knights | Sportplatz Bezirksschule\| Arbitro: \| Gerber \| |
| Arbitro:                                       | Gerber            |                |                   |                                                  |

## Statistiche di squadra
| Competizione      | %Vittorie | In casa | In casa | In casa | In casa | In casa | In casa | In trasferta | In trasferta | In trasferta | In trasferta | In trasferta | In trasferta | Totale | Totale | Totale | Totale | Totale | Totale |
| Competizione      | %Vittorie | G       | V       | N       | P       | Pf      | Ps      | G            | V            | N            | P            | Pf           | Ps           | G      | V      | N      | P      | Pf     | Ps     |
| ----------------- | --------- | ------- | ------- | ------- | ------- | ------- | ------- | ------------ | ------------ | ------------ | ------------ | ------------ | ------------ | ------ | ------ | ------ | ------ | ------ | ------ |
| Stagione regolare | .400      | 5       | 2       | 0       | 3       | 86      | 83      | 5            | 2            | 0            | 3            | 80           | 76           | 10     | 4      | 0      | 6      | 166    | 159    |
| Totale            | .400      | 5       | 2       | 0       | 3       | 86      | 83      | 5            | 2            | 0            | 3            | 80           | 76           | 10     | 4      | 0      | 6      | 166    | 159    |